# Paraminabea
Paraminabea es un género de corales de la familia Alcyoniidae, subclase Octocorallia, clase Anthozoa.
Este género pertenece a los llamados corales blandos, así denominados porque, al contrario de los corales duros del orden Scleractinia, no generan un esqueleto de carbonato cálcico, por lo que no son generadores de arrecife. Como sustento de su estructura presentan pequeñas espículas de carbonato cálcico denominadas escleritos. La forma, distribución y grosor de estos escleritos se emplea para determinar sin margen de error la especie a la que pertenece cada individuo recolectado.

## Especies
Son aceptadas las siguientes especies:
- Paraminabea acronocephala. (Williams, 1992)
- Paraminabea aldersladei. (Williams, 1992)
- Paraminabea arborea. Williams & Alderslade, 1999
- Paraminabea cosmarioides. (Williams, 1992)
- Paraminabea goslineri. (Williams, 1992)
- Paraminabea hongkongensis. Lam & Morton, 2008
- Paraminabea indica. (Thomson & Henderson, 1905)
- Paraminabea kosiensis. (Williams, 1992)
- Paraminabea robusta. (Utinomi & Imahara, 1976)
- Paraminabea rubeusa. Benayahu & Fabricius, 2010

## Morfología

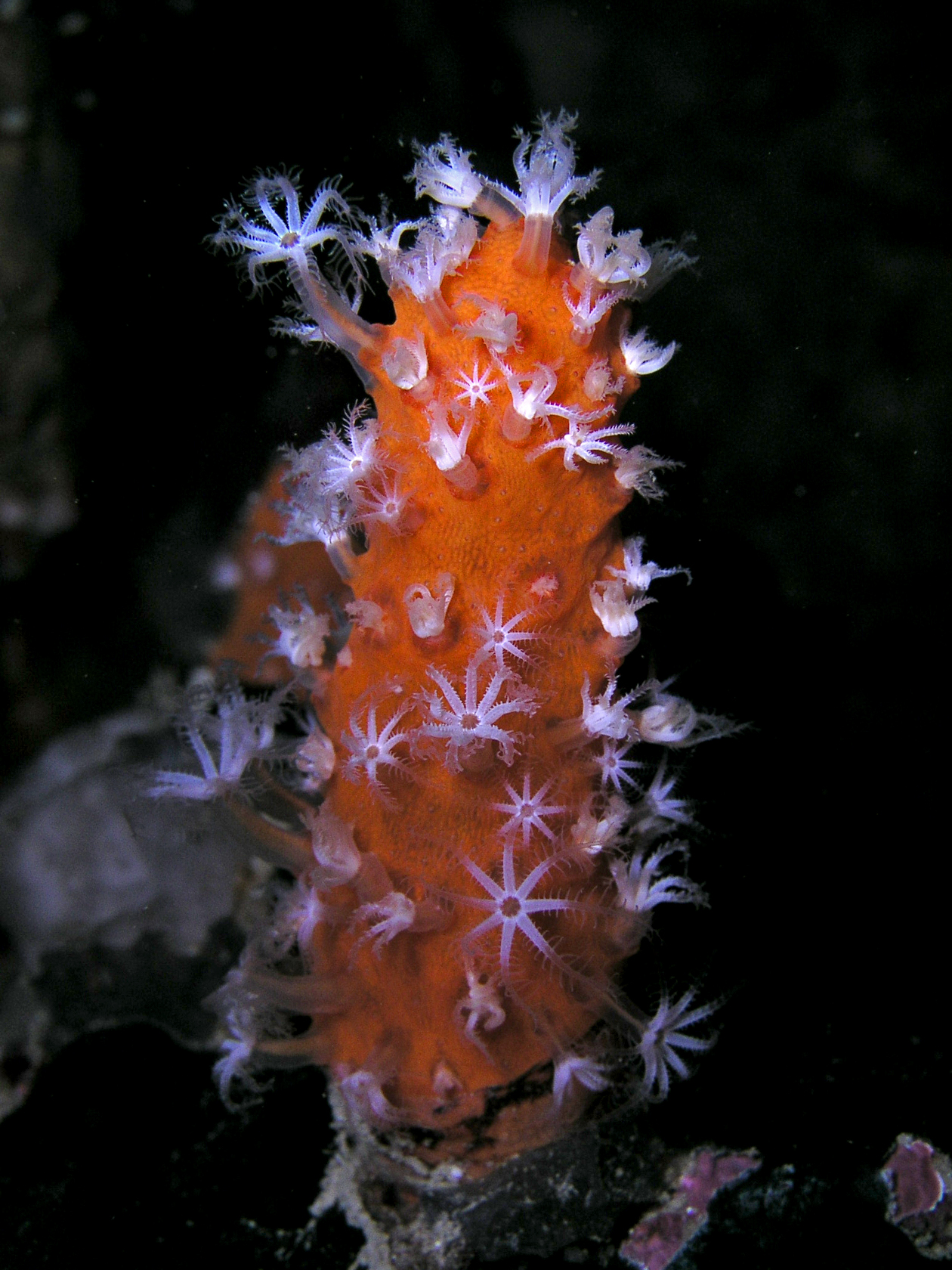
Paraminabea aldersladei en Timor Leste

Las colonias de pólipos normalmente son sin ramificar, en forma de loma o hemisféricas, y, ocasionalmente, tienen forma digitiforme, con pocas ramas. En su superficie brotan los pólipos, que tienen 8 tentáculos, que portan entre 10 y 18 pínulas a cada lado, y se pueden retraer totalmente.
Los pólipos no tienen escleritos y son dimórficos: los autozoides, para alimentarse, son mayores que los sifonozoides, para la circulación del agua por la colonia, que los rodean y son más numerosos. Los pólipos sifonozoides no superan los 0,4 mm de diámetro.
El extremo inferior de la colonia se fija al sustrato o a la roca a través de unos músculos que impiden sea arrancado.
Su color puede ser amarillo, naranja, rojo, blanco rosado o blanco cremoso.

## Hábitat y distribución
Viven en profundidades entre 1 y 370 m. Normalmente anclados en rocas o al sustrato.
Se les encuentra distribuidos en el océano  Indo-Pacífico, desde la costa sureste africana, Seychelles, Maldivas, Sri Lanka, Malasia, Filipinas, Australia, Nueva Guinea, Timor Leste, Japón, Guam, las Fiyi y Micronesia.

## Alimentación
No poseen zooxantelas, por lo que se alimentan exclusivamente de las presas de plancton, que capturan ayudados de los tentáculos de sus pólipos, y absorbiendo materia orgánica disuelta en el agua.